# Ayuntamiento de Gavá
El Ayuntamiento de Gavá (en catalán: Ajuntament de Gavà) es el órgano encargado del gobierno y administración del municipio de Gavá, situado en la provincia de Barcelona, Cataluña, España. Está presidido por el alcalde. En 2023 ocupa dicho cargo Gemma Badia, del PSC.

## Alcaldes
| Periodo   | Nombre                                                                  | Partido                                    |
| --------- | ----------------------------------------------------------------------- | ------------------------------------------ |
| 1979-1983 | Antonio Rodríguez Aznar                                                 | Partit dels Socialistes de Catalunya (PSC) |
| 1983-1987 | Antonio Rodríguez Aznar (1983-1985) Dídac Pestaña Rodríguez (1985-1987) | Partit dels Socialistes de Catalunya (PSC) |
| 1987-1991 | Dídac Pestaña Rodríguez                                                 | Partit dels Socialistes de Catalunya (PSC) |
| 1991-1995 | Dídac Pestaña Rodríguez                                                 | Partit dels Socialistes de Catalunya (PSC) |
| 1995-1999 | Dídac Pestaña Rodríguez                                                 | Partit dels Socialistes de Catalunya (PSC) |
| 1999-2003 | Dídac Pestaña Rodríguez                                                 | Partit dels Socialistes de Catalunya (PSC) |
| 2003-2007 | Dídac Pestaña Rodríguez (2003-2005) Joaquim Balsera (2005-2007)         | Partit dels Socialistes de Catalunya (PSC) |
| 2007-2011 | Joaquim Balsera                                                         | Partit dels Socialistes de Catalunya (PSC) |
| 2011-2015 | Joaquim Balsera (2011-2014) Raquel Sánchez Jiménez (2014-2015)          | Partit dels Socialistes de Catalunya (PSC) |
| 2015-2019 | Raquel Sánchez Jiménez                                                  | Partit dels Socialistes de Catalunya (PSC) |
| 2019-2023 | Raquel Sánchez Jiménez (2019-2021) Gemma Badia (2021-2023)              | Partit dels Socialistes de Catalunya (PSC) |
| 2023-act. | Gemma Badia                                                             | Partit dels Socialistes de Catalunya (PSC) |

## Resultados electorales históricos
| Partido político                                                                                        | 1979  | 1983  | 1987  | 1991  | 1995  | 1999  | 2003  | 2007  | 2011  | 2015  | 2019  | 2023  |
| Partido político                                                                                        | %     | %     | %     | %     | %     | %     | %     | %     | %     | %     | %     | %     |
| Partit dels Socialistes de Catalunya (PSC)                                                              | 33,03 | 54,89 | 56,00 | 60,72 | 58,52 | 59,03 | 50,37 | 48,19 | 35,13 | 30,65 | 42,06 | 40,06 |
| Esquerra Republicana de Catalunya (ERC)                                                                 | 6,24  | 3,30  | —     | —     | 3,72  | 4,89  | 7,94  | 10,31 | 7,50  | 12,14 | 17,39 | 15,84 |
| Partit Popular de Catalunya (PP)-Alianza Popular (AP)                                                   | —     | 11,25 | 6,43  | 8,15  | 13,55 | 12,52 | 13,67 | 14,25 | 18,68 | 8,26  | 5,15  | 13,27 |
| Partit Socialista Unificat de Catalunya (PSUC)-Iniciativa per Catalunya Verds (ICV)-En Comú Podem (ECP) | 28,21 | 6,28  | 6,80  | 7,47  | 8,61  | 4,81  | 6,79  | 10,21 | 8,23  | 4,46  | 3,07  | 8,22  |
| Convergència i Unió (CiU)-Junts per Catalunya (JxC)                                                     | 14,11 | 17,22 | 20,14 | 18,64 | 13,51 | 11,37 | 9,22  | 7,42  | 13,97 | 6,93  | 5,89  | 6,86  |
| Ciutadans (CS)                                                                                          | —     | —     | —     | —     | —     | —     | —     | 5,59  | 5,36  | 14,65 | 11,39 | 3,14  |
| Esquerra Unida i Alternativa (EUIA)                                                                     | —     | —     | —     | —     | —     | 5,75  | 9,48  | ICV   | ICV   | ICV   | ECP   | ECP   |
| Podem-Sí Se Puede (SSP)                                                                                 | —     | —     | —     | —     | —     | —     | —     | —     | —     | 10,01 | 7,65  | —     |
| Unión de Centro Democrático (UCD)-Centro Democrático y Social (CDS)                                     | 12,59 | 1,00  | 5,17  | 2,26  | —     | —     | —     | —     | —     | —     | —     | —     |
| Partit dels i les Comunistes de Catalunya (PCC)                                                         | —     | 5,65  | —     | —     | —     | —     | —     | —     | —     | —     | —     | —     |

## Evolución de la deuda viva municipal
El concepto de deuda viva contempla sólo las deudas con cajas y bancos relativas a créditos financieros, valores de renta fija y préstamos o créditos transferidos a terceros, excluyéndose, por tanto, la deuda comercial.
| Gráfica de evolución de la deuda viva del Ayuntamiento entre 2008 y 2023                      |
|                                                                                               |
| Deuda viva del Ayuntamiento de Gavá, en miles de euros, según datos de Ministerio de Hacienda |